# 茨乃
茨乃（しの、1987年（昭和62年）11月17日 - ）は、日本のイラストレーター。血液型はB型。

## 主な作品

### 挿絵
- 神さまのいない日曜日（『富士見ファンタジア文庫』、著：入江君人）
- くるくるクロッキー（『電撃文庫』、著：渡部狛）
- ペンギン・サマー（『一迅社文庫』、著：六塚光）
- クロックワーク・プラネット（『講談社ラノベ文庫』、著：榎宮祐・暇奈椿）
- ランス・アンド・マスクス[2]（『ぽにきゃんBOOKS』、著：子安秀明）
- ファタモルガーナの館 あなたの始まりを告げる物語（『PHP研究所』、著：縹けいか、原作：Novectacle）
- 少女の空想庭園 〜わたし"たち"のファンタジア!!〜（『オーバーラップノベルス』、著：高野小鹿、原作：CosMo@暴走P/CHEMICAL SYSTEM LE）
- 理想の娘なら世界最強でも可愛がってくれますか?（『MF文庫J』、著：三河ごーすと）
- ひきこもりな余をどうやって魔王にするというのじゃ?（『電撃文庫』、著：柊遊馬）
- 竜魔神姫ヴァルアリスの敗北 〜魔界最強の姫が人類のグルメに負けるはずがない〜（『電撃の新文芸』、著：仁木克人）
- 本能寺から始める信長との天下統一（『オーバーラップ文庫』、著：常陸之介寛浩）
- いつか仮面を脱ぐ為に 〜嗤う鬼神と夢見る奴隷〜（『角川スニーカー文庫』、著：榊一郎、メカデザイン：片貝文洋）
- 恋せよ天敵。いずれ二人が過去とする永戦世界にて（『ファミ通文庫』、著：波口まにま）
- 幼馴染が引きこもり美少女なので、放課後は彼女の部屋で過ごしている（が、恋人ではない！）（『角川スニーカー文庫』、著：永菜葉一）
- さあ、脱獄を始めましょう（『MF文庫J』、著：藤川恵蔵）
- 蜘蛛と制服（『富士見ファンタジア文庫』、著：入江君人）
- 化け物になろうオンライン〜本日のメインディッシュは勇者一行です〜（『アース・スターノベル』、著：蒼井茜）

### アンソロジー
- らき☆すたコミックアラカルト〜ブリリアント☆すたー〜（『月刊コンプエース』）

### イラスト
- 「四季（秋）」（ガンガンONLINE　2008年10月2日）

### キャラクターデザイン
- 「マギアレコード 魔法少女まどか☆マギカ外伝」 - 夏目かこ（2017年8月22日配信）・入名クシュ（2021年9月21日配信）・ヘルカ（2023年5月19日配信）
- 「温泉むすめ」- 西表島八重夏 （2017年12月22日発表）